# Trần Hạo (nhà Nguyên)
Trần Hạo (chữ Hán: 陈颢, 1264 – 1339), tự Trọng Minh, người Thanh Châu, Sơn Đông, quan viên nhà Nguyên. Thời Nguyên Vũ Tông, ông được chỉ định là người đứng đầu Phật giáo. Thời Nguyên Nhân Tông, ông là cận thần rất được hoàng đế tín nhiệm.

## Thân thế
Tổ tiên của Hạo định cư ở Lô Long, thuyết khác là Tín An (nay thuộc Bá Châu, Hà Bắc). Ông tổ 5 đời là Trần Sơn,, làm Mưu khắc giám quân nhà Kim, thời Kim Vệ Thiệu vương, định cư ở Cư Dung quan, quy hàng Thành Cát Tư hãn, được làm đến Bình Dương đẳng lộ quân dân đô nguyên suất, lấy cớ tuổi cao xin trí sĩ. Sau khi Kim Tuyên Tông dời đô về nam, giặc cướp ở Hà Bắc nổi lên, có kẻ tự xưng là Lưỡng Hoài Trương, chiếm cứ Tín An, Sơn một mình đến khuyên răn, nói rõ họa phúc, Trương không nghe. Đến khi nhà Kim mất, Sơn lại khuyên Trương rằng: "Nay thiên hạ đã định, anh giữ 1 thành thì làm được gì? Dân sẽ bị hại đấy!" Trương cảm động, bèn xin hàng. Về sau con cháu họ Trần dời đi Thanh Châu, trở thành người Thanh Châu.

## Sự nghiệp
Hạo từ nhỏ thông minh, hàng ngày tụng hơn ngàn câu. Ở tuổi mới lớn, Hạo du lịch kinh sư, thăm hỏi Hàn lâm thừa chỉ Vương Bàn, An Tàng; Bàn rành rẽ điển chương nhà Kim, An Tàng thông thạo tiếng Mông Cổ, ông học tập cả hai người. Vì thế Hạo theo An Tàng phụng sự Hoàng thái hậu Khoát Khoát Chân (Kökejin, vợ của Chân Kim, mẹ của Nguyên Thành Tông). An Tàng chuộng Phật giáo, về sau mệnh cho Hạo cũng cắt tóc thụ giới. Sau đó An Tàng tiến cử Hạo gia nhập Túc vệ, rồi trở thành người đọc sách cho hoàng thân Ái Dục Lê Bạt Lực Bát Đạt (cháu nội của Chân Kim, được Khoát Khoát Chân nhận nuôi). Hoàng hậu Bốc Lỗ Hãn đuổi mẹ con của Ái Dục Lê Bạt Lực Bát Đạt ra Hoài Khánh, Hạo đi theo, hằng ngày thuyết giải đạo giữ đức chính trong gian khó của thánh hiền đời xưa, càng được Ái Dục Lê Bạt Lực Bát Đạt tín nhiệm.
Đến khi Nguyên Thành Tông băng, Ái Dục Lê Bạt Lực Bát Đạt trở về trấn áp phe cánh của Bốc Lỗ Hãn, đón anh trai Hải Sơn lên ngôi, tức Nguyên Vũ Tông, Hạo đều được tham dự. Vũ Tông mệnh cho Hạo lấy hàm Tư đức đại phu làm Thích giáo đô tổng thống. Đến khi Ái Dục Lê Bạt Lực Bát Đạt nối ngôi, tức Nguyên Nhân Tông, muốn cất nhắc công thần cũ, cho phép Hạo đổi sang vận quan phục, đặc bái làm Tập Hiền đại học sĩ, Vinh lộc đại phu, vẫn làm Túc vệ trong cung cấm, chánh sự chẳng gì không được nghe biết. Nhân Tông tổ chức khoa cử, Hạo trợ giúp rất nhiều. Hạo nhân lúc Nhân Tông nhàn rỗi, liền đem kinh điển chép pháp tắc căn bản có kèm cương lĩnh trị nước để trình bày, lần nào cũng được đế tiếp nạp. Nhân Tông từng ngồi ở tiện điện (điện nghỉ ngơi), gặp lúc quần thần vào tâu việc, trông thấy Hạo, thì vui vẻ nói: "Trần Trọng Minh ở trong hàng, lời tâu ắt là việc lành đấy!" 
Hạo lấy cớ cha già, ra sức xin về Thanh Châu để phụng dưỡng, nên Nhân Tông đặc mệnh cho con trưởng của ông là Hiếu Bá làm Tri châu để phụng dưỡng. Hạo cố từ chối, đế bèn lấy Hiếu Bá làm Châu phán quan. Nhân Tông muốn dùng Hạo làm Trung thư bình chương chánh sự, ông tự nhận mình không có công lớn, cũng không có tài năng, chỉ có thể hầu hạ bên cạnh hoàng đế; đế lấy làm phải.
Nhân Tông băng, Hạo lấy cớ có bệnh mà từ chức, không nhận bổng lộc, quay về quê nhà đến 10 năm. Nguyên Văn Tông nối ngôi, khởi phục Hạo làm Tập Hiền đại học sĩ; ông dâng sớ khuyên đế chấn hưng văn trị, tăng số lượng học trò trường Quốc tử, miễn lao dịch cho nhà Nho; Văn Tông đều nghe theo.
Năm Nguyên Thống đầu tiên (1333) thời Nguyên Huệ Tông, Hạo theo xa giá đi thăm Thượng Đô; đến Long Hồ Đài, đế gọi đến gặp mặt, nắm tay ông mà nói: "Khanh là lão thần mấy triều, trải việc đã nhiều, phàm nghị luận chánh sự, hãy nói hết chứ đừng giấu giếm." Hạo dập đầu lạy tạ. Hạo mỗi khi nghị luận, lời nào nói ra cũng đích đáng. Đáng tiếc là khi nghị luận chọn nữ chủ để phối thờ trong miếu của Nguyên Vũ Tông, Lục Lỗ Tằng kịch liệt phản đối đưa thêm mẹ đẻ của Nguyên Minh Tông và Nguyên Văn Tông vào miếu, cho rằng họ chỉ là phi, không thể so sánh với hoàng hậu Chân Ca. Hạo vốn ghét Lỗ Tằng, muốn bài bác ông ta, lại nói lầm rằng: "Đường Thái Tông sách mẹ của Tào vương Lý Minh làm hậu, cũng là 2 hậu đấy, há không thể ru?" Người đời nhân đó cười Hạo là vô học.

## Hậu sự
Năm Chí Nguyên thứ 4 (1338), Hạo trí sĩ, ở nhà mà vẫn được nhận trọn bổng lộc. Năm sau Hạo mất, hưởng thọ 76 tuổi. Năm Chí Chánh thứ 14 (1354), Hạo được tặng Sư thành Bỉnh nghĩa Tá lý công thần, Quang lộc đại phu, Hà Nam Giang Bắc đẳng xử Hành trung thư tỉnh bình chương chánh sự, Trụ quốc, truy phong Kế quốc công, thụy là Văn Trung.

## Tính cách
Hạo hai lần coi điện Tập Hiền, ký tên vào thư tiến cử có đến vài trăm người, gặp người chê bai việc ấy, thì nói: "Tôi thà cử lầm mà chịu phạt, còn che lấp hiền tài thì thật không nhẫn tâm." 
Hạo ra vào cung cấm vài mươi năm, thích nói về cái tốt của người, nhưng ghét nghe về cái xấu của họ. Kẻ sĩ được Hạo tiến cử, đến trọn đời cũng không biết đó là nhờ ông; dẫu gần gũi với nhà vua, nhưng không hề gây oán thù với ai. Hạo với Quốc tử tế tửu Âu Dương Huyền cùng làm Đồng khảo thí Quốc tử bạn độc; mỗi khi có quyển thi bị đánh rớt, Hạo đều nhặt lại mà xem, nếu tìm được trong quyển có chỗ nào hay, lập tức đưa trở vào để chấm lại, vì thế mà lộ ra vẻ vui mừng. Huyền than rằng: "Tấm lòng của Trần công, chẳng những thuần nhất ở nhân từ mà còn vượt trên ở hậu hĩ, thật khiến kẻ keo kiệt phải rộng rãi, kẻ bạc bẽo phải đôn hậu đấy." 

## Hậu duệ
- Con trai trưởng là Trần Hiếu Bá, được làm đến Thanh Châu phán quan.
- Con trai thứ là Trần Kính Bá, trong niên hiệu Chí Chánh được làm Trung thư Tham tri chánh sự, đổi làm Tả thừa, rồi làm Hữu thừa. Năm thứ 27 (1467), Kính Bá được bái làm Trung thư Bình chương chánh sự.[1][2]